# Scaphyglottis prolifera
Scaphyglottis prolifera es una especie de orquídea de la familia Orchidaceae.

## Hábitat
Encontrado de México, Guatemala, Belice, Honduras, Nicaragua, Costa Rica, Panamá, Colombia, Ecuador, Perú, Bolivia, Brasil, Guyana, Surinam, Venezuela, Trinidad y Tobago y las Islas de Barlovento.

## Descripción
Son plantas  de tamaño mediano,  que prefieren climas cálidos cada vez más , epífitas que se desarrollan en las selvas tropicales a altitudes de 40 a 2000 m s. n. m. con un pseudobulbo segmentado, cilíndrico y que se convierten en segmentos más pequeños y pueden terminar en rama, a veces dos, basal con dos vainas apicales, subcoriaceas, hojas lanceoladas que se duplican en la base y que florece en un terminal, fasciculado, a corto con 1 o 2 flores en la inflorescencia que tiene las flores en el otoño y a principios del invierno.

## Sinonimia
- Isochilus proliferus R.Br. 1813 basónimo
- Scaphyglottis cuneata Schltr. 1918
- Tetragamestus gracilis Schltr. 1918
- Scaphyglottis gracilis (Schltr.) Schltr. 1923
- Scaphyglottis wercklei Schltr. 1923
- Ponera mapiriensis Kraenzl. 1928[2]